# Cis striatulus
Cis striatulus es una especie de coleóptero de la familia Ciidae.

## Distribución geográfica
Habita en Europa Central, el Cáucaso  el norte de África y el sur de Francia.